# ヘキシルレゾルシノール
ヘキシルレゾルシノール(Hexylresorcinol)は、麻酔薬、殺菌剤、駆虫薬としての性質を持つ有機化合物である。
局所的で小さな皮膚感染症の治療やトローチの成分として用いられる。
2014年6月20日現在、EU圏では酸化防止剤の1つ（E-586）として許可されている。しかし、Chemical Research in Toxicology誌に掲載された研究では、4-ヘキシルレゾルシノールを食品添加物(E-586)として用いると、エストロゲン様の作用を示すことが示された。